# Lena Grebak
Lena Grebak (Roskilde, 18 de septiembre de 1991) es una deportista danesa que compitió en bádminton, en las modalidades de dobles y dobles mixto.
Ganó una medalla de bronce en los Juegos Europeos de Bakú 2015, en el torneo de dobles, y una medalla de bronce en el Campeonato Europeo de Bádminton de 2016, en dobles mixto.

## Palmarés internacional
| Juegos Europeos    | Juegos Europeos            | Juegos Europeos   | Juegos Europeos |
| Año                | Lugar                      | Medalla           | Prueba          |
| ------------------ | -------------------------- | ----------------- | --------------- |
| 2015               | Bakú (Azerbaiyán)          | Medalla de bronce | Dobles mixto    |
| Campeonato Europeo |                            |                   |                 |
| Año                | Lugar                      | Medalla           | Prueba          |
| 2016               | La Roche-sur-Yon (Francia) | Medalla de bronce | Dobles mixto    |